# Saint-Ouen-en-Champagne
Saint-Ouen-en-Champagne település Franciaországban, Sarthe megyében. Lakosainak száma 238 fő (2022. január 1.). Saint-Ouen-en-Champagne Mareil-en-Champagne, Brûlon, Chantenay-Villedieu, Chevillé és Saint-Christophe-en-Champagne községekkel határos.

## Népesség
A település népessége az elmúlt években az alábbi módon változott:
| Lakosok száma | 209  | 231  | 241  | 244  | 242  | 239  | 237  | 238  | 238  |
|               | 2013 | 2015 | 2016 | 2017 | 2018 | 2019 | 2020 | 2021 | 2022 |